# دورآب (اهواز)

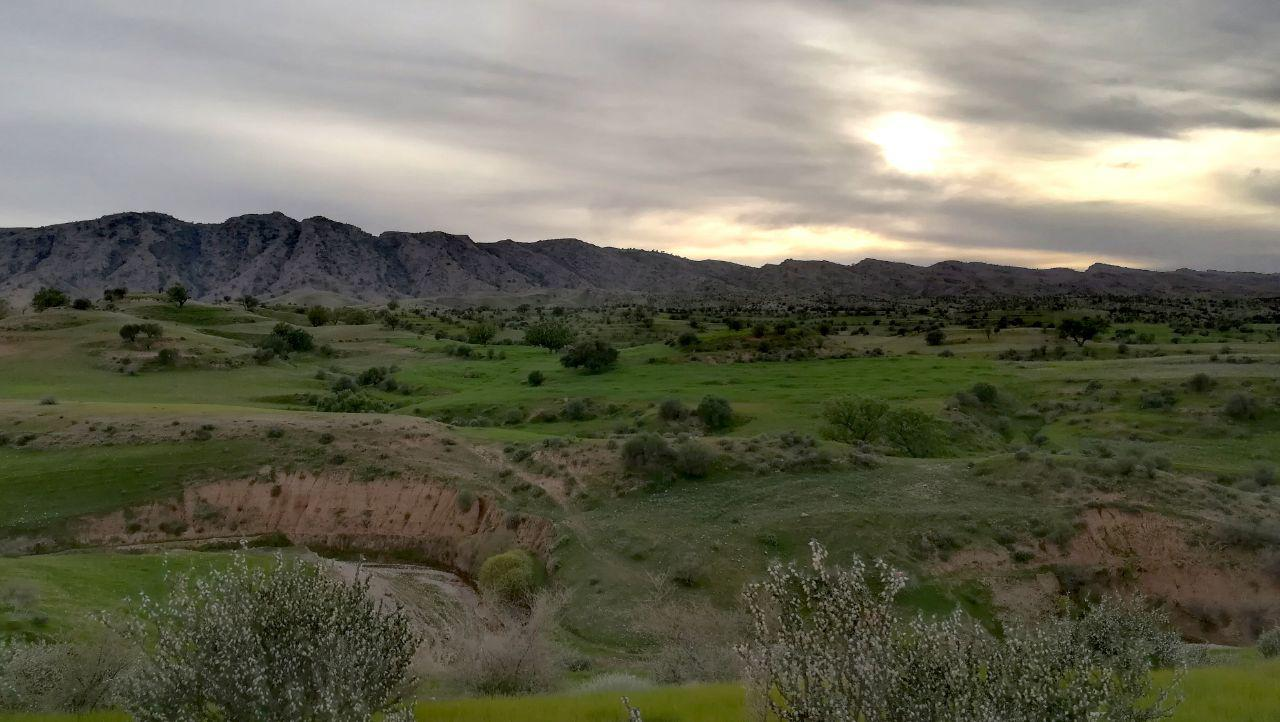

دورآب نام روستایی درشهرستان اندیکا استان خوزستان در ایران است. 